# Hinatazaka46
Hinatazaka46 (日向坂46?) è un gruppo idol giapponese prodotto da Yasushi Akimoto.
Il gruppo è stato fondato il 29 novembre 2015 come Hiragana Keyakizaka46, affiliato al gruppo Keyakizaka46 e parte delle Sakamichi Series insieme al suo gruppo gemello Nogizaka46.
Nel 2017 l'intero gruppo partecipò alla serie televisiva Re:Mind. L'11 febbraio 2019, Hiragana Keyakizaka46 annunciò la creazione di un nuovo gruppo indipendente chiamato Hinatazaka46, nome derivato da quello del quartiere Hyūgazaka di Minato, che utilizza gli stessi kanji. Il nuovo gruppo ha debuttato con un singolo intitolato Kyun il 27 marzo 2019.
La leader del gruppo è Kumi Sasaki. Il primo variety show del gruppo si intitola Hinabingo!.

## Membri
| Nome                           | Data di nascita (età) | Prefettura di origine | Generazione | Note                                                |
| ------------------------------ | --------------------- | --------------------- | ----------- | --------------------------------------------------- |
| Mao Iguchi (井口眞緒?)         | 10 novembre 1995      | Niigata               | 1           | La più anziana                                      |
| Sarina Ushio (潮紗理菜?)       | 26 dicembre 1997      | Kanagawa              | 1           |                                                     |
| Yūka Kageyama (影山優佳?)      | 8 maggio 2001         | Tokyo                 | 1           | In pausa dal 1º giugno 2018 a causa dello studio.   |
| Shiho Katō (加藤史帆?)         | 2 febbraio 1998       | Tokyo                 | 1           |                                                     |
| Kyōko Saitō (齊藤京子?)        | 5 settembre 1997      | Tokyo                 | 1           |                                                     |
| Kumi Sasaki (佐々木久美?)      | 22 gennaio 1996       | Chiba                 | 1           | Leader                                              |
| Mirei Sasaki (佐々木美玲?)     | 17 dicembre 1999      | Hyōgo                 | 1           |                                                     |
| Mana Takase (高瀬愛奈?)        | 20 settembre 1998     | Ōsaka                 | 1           |                                                     |
| Ayaka Takamoto (高本彩花?)     | 2 novembre 1998       | Kanagawa              | 1           |                                                     |
| Mei Higashimura (東村芽依?)    | 23 agosto 1998        | Nara                  | 1           |                                                     |
| Miku Kanemura (金村美玖?)      | 10 settembre 2002     | Saitama               | 2           |                                                     |
| Hina Kawata (河田陽菜?)        | 23 luglio 2001        | Yamaguchi             | 2           |                                                     |
| Nao Kosaka (小坂菜緒?)         | 7 settembre 2002      | Osaka                 | 2           |                                                     |
| Suzuka Tomita (富田鈴花?)      | 18 gennaio 2001       | Kanagawa              | 2           |                                                     |
| Akari Nibu (丹生明里?)         | 15 febbraio 2001      | Saitama               | 2           |                                                     |
| Hiyori Hamagishi (濱岸ひより?) | 28 settembre 2002     | Fukuoka               | 2           | In pausa dal 21 giugno 2019 per problemi di salute. |
| Konoka Matsuda (松田好花?)     | 27 aprile 1999        | Kyoto                 | 2           |                                                     |
| Manamo Miyata (宮田愛萌?)      | 28 aprile 1998        | Tokyo                 | 2           |                                                     |
| Miho Watanabe (渡邉美穂?)      | 24 febbraio 2000      | Saitama               | 2           |                                                     |
| Hinano Kamimura (上村ひなの?)  | 12 aprile 2004        | Tokyo                 | 3           | La più giovane                                      |

### Membri passati
| Nome                      | Data di nascita (età) | Prefettura di origine | Generazione  | Note                                                       |
| ------------------------- | --------------------- | --------------------- | ------------ | ---------------------------------------------------------- |
| Neru Nagahama (長濱ねる?) | 4 settembre 1998      | Nagasaki              | 1 (speciale) | Si è trasferita a Kanji Keyakizaka46 il 24 settembre 2017. |
| Memi Kakizaki (柿崎芽実?) | 2 dicembre 2001       | Nagano                | 1            | Ha lasciato il gruppo ufficialmente l'11 agosto 2019.      |

## Discografia

### Singoli
- 2019 - Kyun[8][9]
- 2019 - Do Re Mi Sol La Si Do[10][11]
- 2019 - Kon'na ni suki ni natchatte ii no?

### Album
- 2018 - Hashiridasu shunkan[12]

## Premi
| Anno | Cerimonia              | premio                                    | Lavoro nominato       |
| ---- | ---------------------- | ----------------------------------------- | --------------------- |
| 2018 | Mnet Asian Music Award | Miglior nuovo artista asiatico - Giappone | Hiragana Keyakizaka46 |
| 2019 | MTV VMAJ               | Migliore coreografia                      | Kyun                  |